# Kadsura borneensis
Kadsura borneensis är en tvåhjärtbladig växtart som beskrevs av A. C. Smith. Kadsura borneensis ingår i släktet Kadsura och familjen Schisandraceae. Inga underarter finns listade.